# Mosjtsjena
Mosjtsjena (Oekraïens: Мощена) is een dorp (Oekraïens: selo) in het westelijk gedeelte van Oekraïne. Mosjtsjena ligt in de gemeente Ljoeblynets van de Kovelsky rajon van de oblast Wolynië op ongeveer 9 km verwijderd van de rajonhoofdstad en het administratief centrum Kovel.